# Dorothee Schön

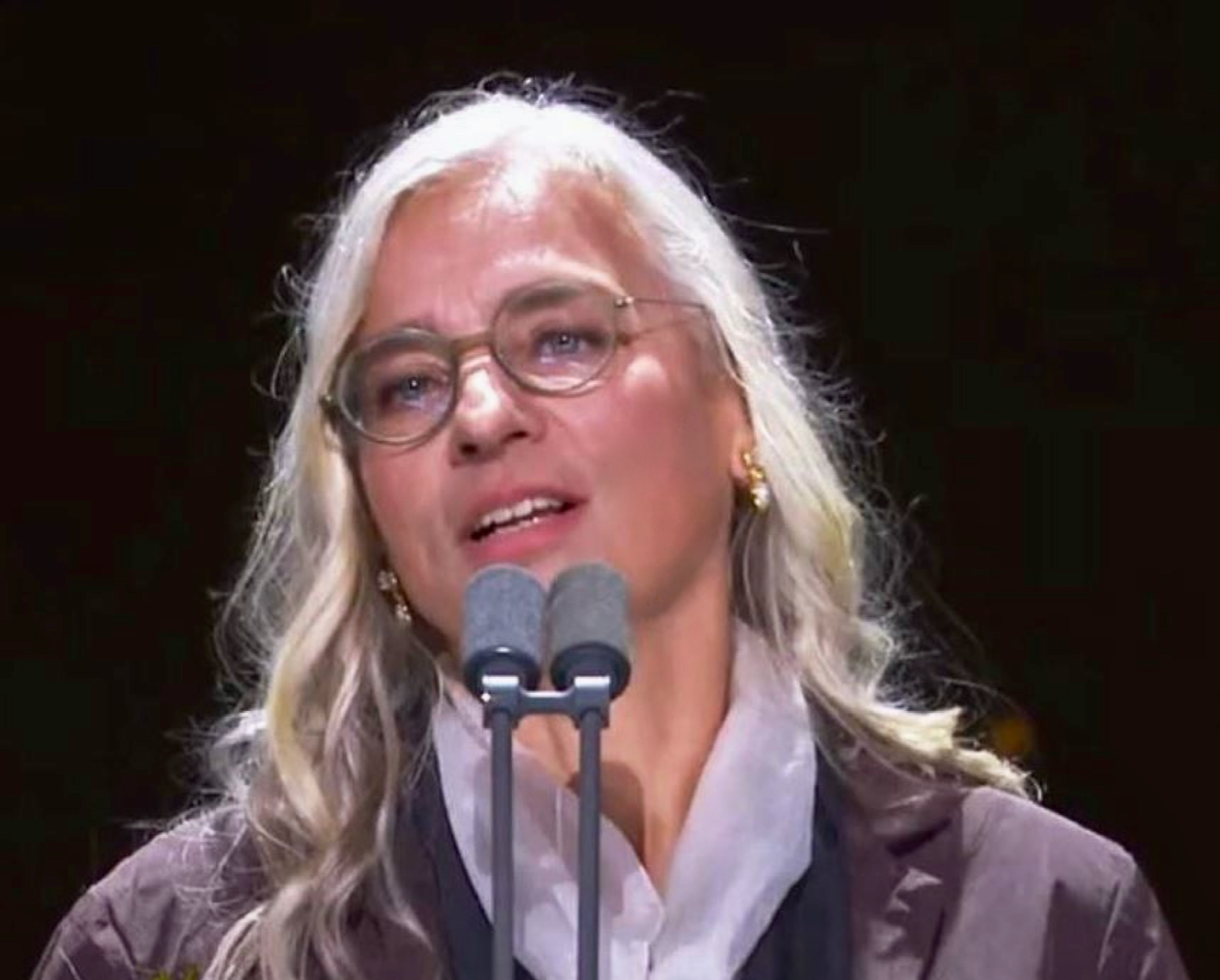
Dorothee Schön, Seoul International Drama Award 2022

Dorothee Schön (* 24. November 1961 in Bonn) ist eine deutsche Drehbuchautorin.

## Leben und Werk
Dorothee Schön wuchs als Tochter eines Ministerialbeamten und einer Ärztin in Bonn auf, wo sie am katholischen Sankt-Adelheid-Mädchengymnasium ihr Abitur ablegte. Anschließend ging sie nach München und absolvierte dort 1981–1986 ein Filmstudium mit dem Schwerpunkt Dokumentarfilm an der Hochschule für Fernsehen und Film. Gemeinsam mit ihrem Kommilitonen Hubertus Meyer-Burckhardt drehte sie den Studentenfilm Vom Zusehen beim Sterben. Ihren Studienabschluss machte sie mit dem Drehbuch zu Blauäugig, das von Reinhard Hauff 1989 mit Götz George in der Hauptrolle verfilmt wurde und deutscher Beitrag auf den Filmfestspielen von Venedig war.
Es folgten bis heute über 30 Drehbücher für TV- und Kinofilme, darunter 17 für die Reihe Tatort: acht für Kommissarin Klara Blum (Eva Mattes) aus Konstanz, fünf für Lena Odenthal (Ulrike Folkerts) aus Ludwigshafen, zwei für Thiel & Boerne (Münster) und jeweils einen für Borowski (Kiel) und Flemming (Düsseldorf).
Ihr Drehbuch zum Fernsehfilm Frau Böhm sagt Nein mit Senta Berger in der Hauptrolle erzählt von der Korruption und Machtgier in einem deutschen Konzern, angelehnt an die Umstände der Mannesmann-Übernahme. Schön erhielt dafür den Adolf-Grimme-Preis und den Ernst-Schneider-Preis der deutschen Wirtschaft.
Im Drehbuch zu dem 2012 in der ARD ausgestrahlten Fernsehdrama Der letzte schöne Tag verarbeitete sie die Suizide naher Verwandter. Der Film wurde mit mehreren – auch internationalen – Preisen ausgezeichnet; unter anderem erhielt Dorothee Schön den Grimme-Preis 2013 für das beste Drehbuch.
Im März 2013 strahlte Sat.1 den Fernsehfilm Der Minister aus, welcher die Plagiatsaffäre um den ehemaligen Verteidigungsminister Karl-Theodor zu Guttenberg persiflierte. Der Film, für den Dorothee Schön das Drehbuch geschrieben hatte, wurde für drei Preise nominiert. Seitens der Titanic wurden Vorwürfe geäußert, sie habe mehrere Pointen aus einer Guttenberg-Satire der Zeitschrift Titanic und der TV-Serie Yes, Minister übernommen, was sie mit dem Hinweis rechtfertigte, sie verstehe das Drehbuch als Mediencollage, bei der sie unter anderem die Titanic „inspiriert“ habe. Der Fall wurde nie justiziabel, löste aber vorübergehend ein Interesse in den Medien aus.
Schöns Drehbuch zum TV-Film Wunschkinder wurde 2016 unter der Regie von Emily Atef verfilmt und erzählt von den Mühen einer Auslandsadoption.
Zusammen mit der Medizinjournalistin Sabine Thor-Wiedemann entwickelte Schön zwischen 2017 und 2019 das Konzept und die ersten beiden Staffeln der TV-Serie Charité. Staffel I erzählt von den Zuständen in der Berliner Charité im ausgehenden 19. Jahrhundert, wurde von Regisseur Sönke Wortmann verfilmt und war bei der Erstausstrahlung der erfolgreichste Serienstart in der ARD seit über 25 Jahren. Staffel II erzählt die Geschichte der Charité während des Zweiten Weltkriegs, wurde von Anno Saul inszeniert und für den Internationalen Emmy Award nominiert als „Best Drama Series 2020“.
Schön schrieb das Drehbuch zu Kästner und der kleine Dienstag, ein Biopic über Erich Kästner in der Nazi-Zeit, und gewann dafür den österreichischen Filmpreis Romy und den Preis der Deutschen Akademie für Fernsehen.
2021 wurde Die Welt steht still ausgestrahlt, ein TV-Film nach Schöns Drehbuch, der die Anfänge der Corona-Pandemie 2020 in Konstanz schildert, mit Natalia Wörner in der Hauptrolle unter der Regie von Anno Saul. Der Film gewann den Spezialpreis der Jury beim Seoul International Drama Award. Ferner war er beim österreichischen Romy-Filmpreis in den Kategorien „Bester TV-Film“ und „Bestes Drehbuch“ nominiert.
2023 kam "Die Unschärferelation der Liebe" in die Kinos, eine Liebesgeschichte mit Burghart Klaußner und Carolin Peters. Zusammen mit dem Regisseur Lars Kraume hatte Schön für diesen Film das Theaterstück "Heisenberg" von Simon Stephens adaptiert. Sie erhielt dafür und für ihr bisheriges Schaffen den Ludwigshafener Drehbuchpreis.
Schön lehrt als Gastdozentin an verschiedenen Hochschulen. Im Rahmen der Drehbuchwerkstatt München betreute sie die Erstlingsdrehbücher unter anderem von Friedrich Ani, Susanne Schneider und Henriette Piper. Schön ist Gründungsmitglied der Deutschen Filmakademie und war von 2008 bis 2016 in deren Vorstand. In Zusammenarbeit mit der Akademie gab sie zusammen mit dem Drehbuchautor Fred Breinersdorfer die Reihe Deutsche Drehbücher heraus. Schön ist stellvertretendes Vorstandsmitglied im Verband Deutscher Drehbuchautoren.
Dorothee Schön ist seit 1988 mit dem Regisseur Jürgen Bretzinger verheiratet und hat zwei Kinder. Sie lebt seit 1998 in Ravensburg.

## Filmografie
- 1985: Vom Zusehen beim Sterben (auch Regie; Drehbuch zus. mit Hubertus Meyer-Burckhardt)
- 1989: Blauäugig, Regie: Reinhard Hauff
- 1989: Bumerang-Bumerang (zus. mit Irene Fischer), Regie: Hans W. Geißendörfer
- 1990: Herzlich willkommen (zus. mit Hark Bohm), Regie: Hark Bohm
- 1996: Tatort – Heilig Blut, Regie: Hartmut Griesmayr
- 1997: Kleine Einbrecher, Regie: Martin Gies
- 1997: Dr. Mad (zus. mit Irene Fischer), Regie: Jürgen Bretzinger
- 1998: Die Cellistin – Liebe und Verhängnis, Regie: Sherry Hormann
- 1998: Tatort – Engelchen flieg, Regie: Hartmut Griesmayr
- 2000: Tatort – Der schwarze Ritter, Regie: Didi Danquart
- 2000: Allein unter Männern, Regie: Angeliki Antoniou
- 2002: Schwindelnde Höhe, Regie: Jobst Oetzmann
- 2002: Tatort – Schrott und Totschlag, Regie: Jürgen Bretzinger
- 2002: Tatort – 1000 Tode, Regie: Jobst Oetzmann
- 2003: Tatort – Stiller Tod, Regie: Richard Huber
- 2004: Tatort – Bitteres Brot, Regie: Jürgen Bretzinger
- 2004: Tatort – Eine Leiche zu viel, Regie: Kaspar Heidelbach
- 2004: Vater werden ist nicht schwer …, Regie: René Heisig
- 2005: Tatort – Der Name der Orchidee, Regie: Jürgen Bretzinger
- 2006: Tatort – Gebrochene Herzen, Regie: Jürgen Bretzinger
- 2006: Tatort – Mann über Bord, Regie: Lars Becker
- 2006: Pik & Amadeus – Freunde wider Willen, Regie: Dominikus Probst
- 2007: Tatort – Sterben für die Erben, Regie: Lars Montag
- 2008: Tatort – Seenot, Regie: René Heisig
- 2008: Mordshunger (nach einem Roman von Frank Schätzing), Regie: Robert Pejo
- 2009: Tatort – Herz aus Eis, Regie: Ed Herzog
- 2009: Frau Böhm sagt Nein, Regie: Connie Walther
- 2011: Tatort – Im Netz der Lügen, Regie: Patrick Winczewski
- 2011: Der letzte schöne Tag, Regie: Johannes Fabrick
- 2012: Tatort – Der Wald steht schwarz und schweiget, Regie: Ed Herzog
- 2013: Der Minister, Regie: Uwe Janson
- 2014: Alles Verbrecher – Eiskalte Liebe, Regie: Jürgen Bretzinger (zus. mit Susanne Schneider)
- 2014: Tatort – Mord ist die beste Medizin, Regie: Thomas Jauch
- 2015: Im Zweifel, Regie: Aelrun Goette
- 2016: Kästner und der kleine Dienstag, Regie: Wolfgang Murnberger
- 2016: Wunschkinder, Regie: Emily Atef
- 2017: Charité I (Fernsehserie, zus. mit Sabine Thor-Wiedemann)
- 2017: Der Polizist, der Mord und das Kind, Regie: Johannes Fabrick
- 2019: Charité II (Fernsehserie zus. mit Sabine Thor-Wiedemann)
- 2021: Die Welt steht still, Regie: Anno Saul
- 2023: Die Unschärferelation der Liebe, Regie: Lars Kraume

## Auszeichnungen
- Adolf-Grimme-Preis 2010 für Frau Böhm sagt Nein
- Ernst-Schneider-Preis 2010 für Frau Böhm sagt Nein
- 3sat-Zuschauerpreis 2010 für Frau Böhm sagt Nein auf dem Fernsehfilm-Festival Baden-Baden
- Goldene Nymphe für den besten Fernsehfilm und Signis-Sonderpreis auf dem Festival de Télévision de Monte-Carlo 2012 für Der letzte schöne Tag
- Prix Italia 2012 für Der letzte schöne Tag
- 3Sat-Zuschauerpreis 2012 für Der letzte schöne Tag auf dem Fernsehfilm-Festival Baden-Baden
- Premios Ondas (Spanien) 2012 für Der letzte schöne Tag
- Grimme-Preis 2013 für Der letzte schöne Tag[13]
- Gewinner der Gold World Medal für Der letzte schöne Tag bei den 55. New York Festivals International Television Programming and Promotion Awards in der Kategorie „Drama“[14]
- Deutscher Hörfilmpreis 2013 für Der letzte schöne Tag[15]
- Romyverleihung 2018 – Auszeichnung in der Kategorie Bestes Buch TV-Film für Kästner und der kleine Dienstag[16]
- Fernsehpreis der Österreichischen Erwachsenenbildung 2018 gemeinsam mit Wolfgang Murnberger für Kästner und der kleine Dienstag[17]
- Signis-Preis des internationalen Festivals in Monte Carlo 2018 für Der Polizist, der Mord und das Kind[18]
- Prix spécial du jury de fiction européenne beim Festival de la Fiction TV de La Rochelle 2018 für Der Polizist, der Mord und das Kind (The Carlos Benede Story)[19]
- 3sat-Zuschauerpreis 2018 für Kästner und der kleine Dienstag auf dem Fernsehfilm-Festival Baden-Baden[20]
- Preis für „Bestes Drehbuch 2018“ von der Deutschen Akademie für Fernsehen für Kästner und der kleine Dienstag[21]
- Film- und Fernsehpreis 2019 des Hartmannbundes für Charité II[22]
- Jupiter Award 2020 für Charité II als „Beste TV-Serie National“[23]
- Deutscher Hörfilmpreis 2020 (Nominierung für Charité II in der Kategorie „TV“)[24]
- International Emmy Award 2020 (Nominierung für Charité II als „Best Drama Series“)[25]
- Venice TV Award 2020 (Nominierung für Charité II als „Best TV Series“)[26]
- Romyverleihung 2022 (Nominierung in der Kategorie „Bester TV-Film“ und „Bestes Drehbuch“ für Die Welt steht still).
- Spezialpreis der Jury des Seoul International Drama Awards 2022 für Die Welt steht still.
- Ludwigshafener Drehbuchpreis 2023 für Die Unschärferelation der Liebe[27]